# Hyperolius bicolor
Hyperolius bicolor és una espècie de granota de la família Hyperoliidae. És endèmica d'Angola. El seu hàbitat natural inclou rius, maresmes d'aigua dolça i corrents intermitents d'aigua dolça. Té un desenvolupament larval. No hi ha amenaces significatives per a la supervivència d'aquesta espècie.